# Sisyropa rufiventris
Sisyropa rufiventris är en tvåvingeart som beskrevs av Brauer och Julius Edler von Bergenstamm 1891. Sisyropa rufiventris ingår i släktet Sisyropa och familjen parasitflugor. Inga underarter finns listade i Catalogue of Life.